# José Pierre
José Pierre, né Pierre José Darrambide le 24 novembre 1927 à Bénesse-Maremne (Landes) et mort le 7 avril 1999 à Paris, est un écrivain français, critique et historien d'art, spécialiste du mouvement surréaliste.

## Biographie
Invité à rejoindre le groupe surréaliste par André Breton, José Pierre a participé aux activités de ce mouvement de 1952 à 1969, année de sa dissolution. Il a activement contribué aux expositions internationales du surréalisme de 1959 (ÉROS, galerie Daniel Cordier) et de 1965 (L'Écart absolu, galerie L'Œil) avant d'organiser lui-même plusieurs autres expositions. Il signe en 1960 le Manifeste des 121, titré « Déclaration sur le droit à l’insoumission dans la guerre d’Algérie ».

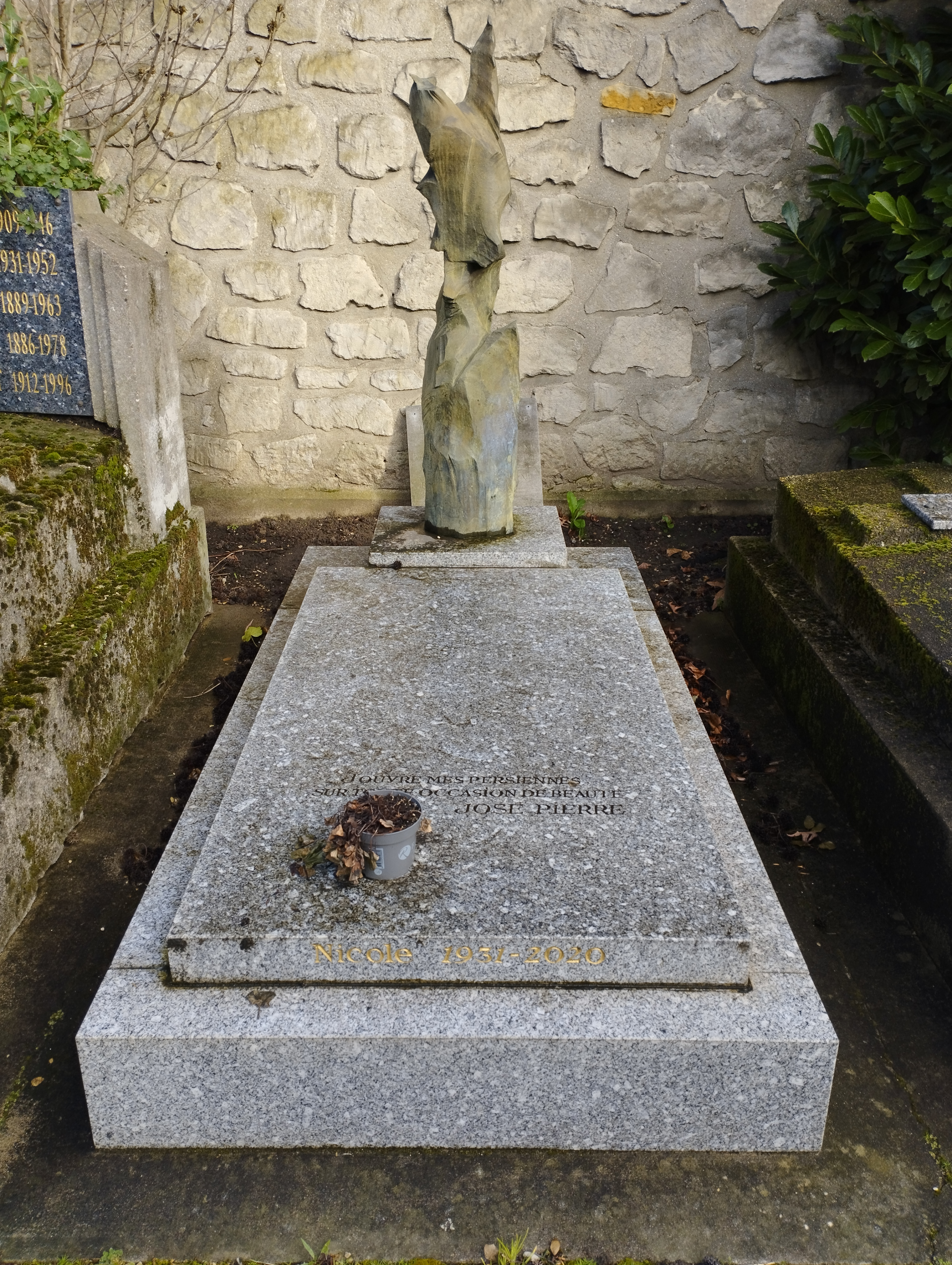
Tombe de José Pierre au cimetière Sud de Saint-Mandé.

Spécialiste reconnu du surréalisme, il est aussi l'auteur de nombreuses monographies dédiées à des artistes contemporains, à la peinture symboliste, à la peinture naïve, au cubisme, au futurisme, au dadaïsme, et au Pop Art. Auteur d'une thèse intitulée André Breton et la peinture, il fut directeur de recherche au CNRS (Champs et activités surréalistes) et président d'Actual (association qui s’était donné pour mission de rassembler les archives surréalistes). Dans certains de ses essais, José Pierre souligne à plusieurs reprises le génie artistique de Dali ou de certains artistes proches du Pop Art, tranchant ainsi avec les positions radicales imposées par Breton en son temps.
José Pierre était également auteur dramatique, poète et romancier.  Il a écrit notamment Le Vaisseau amiral, mis en scène par Patrick Simon (Entrepôt Lainé, Compagnie Dramatique d’Aquitaine, 1981).
Il est inhumé au cimetière Sud de Saint-Mandé, à Paris.
En 2011, sa collection d'art a été dispersée dans de mauvaises conditions, créant une polémique,.

## Romans et nouvelles
- D'autres chats à fouetter, Éric Losfeld, 1968
- Qu'est-ce que Thérèse ? C’est les marronniers en fleurs, Paris, Le Soleil Noir, 1974 - rééd. coll. Lectures Amoureuses, La Musardine, 2009
- La Fontaine close, les secrets d'une secte politique inconnue, 1988
- Le dernier tableau, éd. Blanche, 2001

## Essais
- Le Futurisme et le dadaïsme, 1966
- Le Cubisme, 1966
- Le Surréalisme, 1967
- Domaine de Paalen, Paris, Éditions Galanis, 1970
- Le Surréalisme aujourd'hui, 1973
- Le Surréalisme : dictionnaire de poche, Paris, Hazan, 1973
- Dictionnaire du Pop Art, 1975
- Tracts surréalistes et déclarations collectives 1922-1969, Éric Losfeld, 1980-1982
- L'Univers surréaliste, Somogy, 1983
- Victor Roman au rendez-vous avec le grand pacte immémorial, édité par Victor Roman, 1984
- L'Aventure surréaliste autour d'André Breton avec Robert Lebel, Filipacchi, 1986
- André Breton et la peinture, Cahiers des avant-gardes, Lausanne, L’Âge d'Homme, 1987
- L'Univers symboliste, fin-de-siècle et décadence, 1991

## Expositions
- 1970 : Surrealism? - exposition surréaliste internationale organisée par le Riksutställningar (4 commissaires : Ragnar von Holten, José Pierre, Jean-Pierre Silberman et Hervé Télémaque), Moderna Museet de Stockholm puis Göteborg, Sundsvall et Malmö (Suède)